# 决策树学习
决策树学习是统计学、数据挖掘和机器学习中使用的一种预测建模方法。它使用决策树作为预测模型，从样本的观测数据（对应决策树的分支）推断出该样本的预测结果（对应决策树的叶节点）。
按预测结果的差异，决策树学习可细分两类。（1）分类树，其预测结果仅限于一组离散数值。树的每个分支对应一组由逻辑与连接的分类特征，而该分支上的叶节点对应由上述特征可以预测出的分类标签。（2）回归树，其预测结果为连续值（例如实数）。
在决策分析中，一棵可视的决策树可以向使用者形象地展示决策的结果和过程。在数据挖掘和机器学习中，一棵决策树主要用于描述数据（此后亦可基于习得的预测模型去支持决策)。本页侧重描述数据挖掘中的决策树。

## 推广

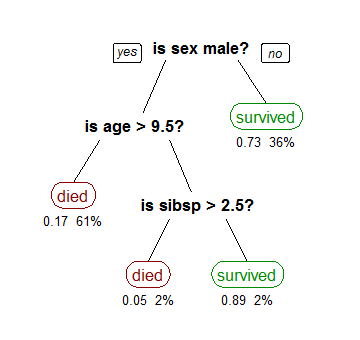
一个描述泰坦尼克号上乘客生存的决策树 ("sibsp"指甲板上的兄妹和配偶)。每个决策叶下标识该类乘客的生存几率和观察到的比率

在数据挖掘中决策树训练是一个常用的方法。目标是创建一个模型来预测样本的目标值。例如右图。每个内部节点对应于一个输入属性，子节点代表父节点的属性的可能取值。每个叶子节点代表输入属性得到的可能输出值。 
一棵树的训练过程为：根据一个指标，分裂训练集为几个子集。这个过程不断的在产生的子集里重复递归进行，即递归分割。当一个训练子集的类标都相同时递归停止。这种“决策树的自顶向下归纳”（TDITD）是贪心算法的一种, 也是目前为止最为常用的一种训练方法，但不是唯一的方法。
数据以如下方式表示:    
{\displaystyle ({\textbf {x}},Y)=(x_{1},x_{2},x_{3},...,x_{k},Y)}
其中Y是目标值，向量x由这些属性构成, x1, x2, x3 等等，用来得到目标值。

## 决策树的类型
在数据挖掘中，决策树主要有两种类型:
- 分类树 的输出是样本的类标（例如花的分類，股票漲跌等）。
- 回归树 的输出是一个实数 (例如房子的价格，病人待在医院的时间等)。

术语分类和回归树 (CART) 包含了上述两种决策树, 最先由Breiman 等提出. 分类树和回归树有些共同点和不同点—例如处理在何处分裂的问题。
有些集成的方法产生多棵树：
- 装袋算法（Bagging）, 是一个早期的集成方法，用有放回抽样法来训练多棵决策树，最终结果用投票法产生。[3]
- 随机森林（Random Forest） 使用多棵决策树来改进分类性能。
- 提升树（Boosting Tree） 可以用来做回归分析和分类决策[4][5]
- 旋转森林（Rotation forest） – 每棵树的训练首先使用主元分析法 (PCA)。[6]

还有其他很多决策树算法，常见的有:
- ID3算法
- C4.5算法
- CHi-squared Automatic Interaction Detector (CHAID). 在生成树的过程中用多层分裂.[7]
- MARS:可以更好的处理数值型数据。

## 模型表达式
构建决策树时通常采用自上而下的方法，在每一步选择一个最好的属性来分裂。  "最好" 的定义是使得子节点中的训练集尽量的纯，表示所分裂出的子节点中的集合越相近。不同的算法使用不同的指标来定义"最好"。本部分介绍一些最常见的指标。

### 基尼不纯度指标
在CART算法中, 基尼不纯度表示一个随机选中的样本在子集中被分错的可能性。基尼不纯度为这个样本被选中的概率乘以它被分错的概率。当一个节点中所有样本都是一个类时，基尼不纯度为零。                    
假设y的可能取值为{\displaystyle J}个类别，令{\displaystyle i\in \{1,2,...,J\}}，{\displaystyle p_{i}}表示被标定为第{\displaystyle i}类的概率，则基尼不纯度的计算为：              
{\displaystyle \operatorname {I} _{G}(p)=\sum _{i=1}^{J}p_{i}\sum _{k\neq i}p_{k}=\sum _{i=1}^{J}p_{i}(1-p_{i})=\sum _{i=1}^{J}(p_{i}-{p_{i}}^{2})=\sum _{i=1}^{J}p_{i}-\sum _{i=1}^{J}{p_{i}}^{2}=1-\sum _{i=1}^{J}{p_{i}}^{2}}

### 信息增益
ID3, C4.5 和 C5.0 决策树的生成使用信息增益。信息增益是基于信息论中信息熵与資訊本體理论。
信息熵定义为：
{\displaystyle \mathrm {H} (T)=\operatorname {I} _{E}\left(p_{1},p_{2},...,p_{J}\right)=-\sum _{i=1}^{J}{p_{i}\log _{2}p_{i}}}
其中{\displaystyle p_{1},p_{2},...}加和为1，表示当前节点中各个类别的百分比。
{\displaystyle \overbrace {IG(T,a)} ^{\text{Information Gain}}=\overbrace {\mathrm {H} (T)} ^{\text{Entropy (parent)}}-\overbrace {\mathrm {H} (T|a)} ^{\text{Weighted Sum of Entropy (Children)}}}{\displaystyle =-\sum _{i=1}^{J}p_{i}\log _{2}{p_{i}}-\sum _{a}{p(a)\sum _{i=1}^{J}-\Pr(i|a)\log _{2}{\Pr(i|a)}}}
例如，数据集有4个属性：outlook (sunny, overcast, rainy), temperature (hot, mild, cool), humidity (high, normal), and windy (true, false), 目标值play（yes, no）, 总共14个数据点。为建造决策树，需要比较4棵决策树的信息增益，每棵决策树用一种属性做划分。信息增益最高的划分作为第一次划分，并在每个子节点继续此过程，直至其信息增益为0。
使用属性windy做划分时，产生2个子节点：windy值为真与为假。当前数据集，6个数据点的windy值为真，其中3个点的play值为真，3个点的play值为假；其余8个数据点的windy为假，其中6个点的play值为真，2个点的play值为假。 windy=true的子节点的信息熵计算为：
{\displaystyle I_{E}([3,3])=-{\frac {3}{6}}\log _{2}^{}{\frac {3}{6}}-{\frac {3}{6}}\log _{2}^{}{\frac {3}{6}}=-{\frac {1}{2}}\log _{2}^{}{\frac {1}{2}}-{\frac {1}{2}}\log _{2}^{}{\frac {1}{2}}=1}
windy=false的子节点的信息熵计算为：
{\displaystyle I_{E}([6,2])=-{\frac {6}{8}}\log _{2}^{}{\frac {6}{8}}-{\frac {2}{8}}\log _{2}^{}{\frac {2}{8}}=-{\frac {3}{4}}\log _{2}^{}{\frac {3}{4}}-{\frac {1}{4}}\log _{2}^{}{\frac {1}{4}}=0.8112781}
这个划分（使用属性windy）的信息熵是两个子节点信息熵的加权和：
{\displaystyle I_{E}([3,3],[6,2])=I_{E}({\text{windy or not}})={\frac {6}{14}}\cdot 1+{\frac {8}{14}}\cdot 0.8112781=0.8921589}
为计算使用属性windy的信息增益，必须先计算出最初（未划分）的数据集的信息熵，数据集的play有9个yes与5个no：
{\displaystyle I_{E}([9,5])=-{\frac {9}{14}}\log _{2}^{}{\frac {9}{14}}-{\frac {5}{14}}\log _{2}{\frac {5}{14}}=0.940286}
使用属性windy的信息增益是：
{\displaystyle IG({\text{windy}})=I_{E}([9,5])-I_{E}([3,3],[6,2])=0.940286-0.8921589=0.0481271}

## 决策树的优点
与其他的数据挖掘算法相比，决策树有许多优点:
- 易于理解和解释，人们很容易理解决策树的意义。
- 只需很少的数据准备，其他技术往往需要数据归一化。
- 即可以处理数值型数据也可以处理類別變數数据。其他技术往往只能处理一种数据类型。例如关联规则只能处理类别型的而神经网络只能处理数值型的数据。
- 使用白箱模型，输出结果容易通过模型的结构来解释。而神经网络是黑箱模型，很难解释输出的结果。
- 可以通过测试集来验证模型的性能。可以考虑模型的稳定性。
- 強健控制。对噪声处理有好的強健性。
- 可以很好的处理大规模数据。

## 缺点
- 训练一棵最优的决策树是一个完全NP问题。[10][11] 因此, 实际应用时决策树的训练采用启发式搜索算法例如 贪心算法来达到局部最优。这样的算法没办法得到最优的决策树。
- 决策树创建的过度复杂会导致无法很好的预测训练集之外的数据。这称作过拟合.[12] 剪枝机制可以避免这种问题。
- 有些问题决策树没办法很好的解决,例如 异或问题。解决这种问题的时候，决策树会变得过大。  要解决这种问题，只能改变问题的领域[13] 或者使用其他更为耗时的学习算法(例如統計關係學習（英语：Statistical relational learning）或者歸納邏輯程式設計（英语：Inductive logic programming）).

- 对那些有类别型属性的数据，信息增益会有一定的偏置。[14]

## 延伸

### 决策图
在决策树中, 从根节点到叶节点的路径采用汇合。
而在决策图中, 可以采用最小描述長度（MML）来汇合两条或多条路径。

### 用演化算法来搜索
演化算法可以用来避免局部最优的问题